# Робін Гроссманн
Робін Гроссманн (нім. Robin Grossmann; 17 серпня 1987, Дінтікон, Швейцарія) — швейцарський хокеїст, захисник, виступає за ХК «Цуг» з 2014 року в Національній лізі А.

## Кар'єра
Робін Гроссманн почав свою кар'єру у ХК «Волен», у 2000 році переходить до клубу Клотен Флаєрс. У 2002 році, виступає в елітному дивізіоні серед юніорів, а вже в сезоні 2005/06 років дебютував у основному складі «Клотен Флаєрс». У наступному сезоні, відіграв 15 матчів у основному складі «Клотен Флаєрс, залучався також до лав молодіжної збурної Швейцарії, а завершив сезон у складі ХК «Біль» (Національна ліга В).
У грудні 2007 року, відразу кілька клубів НЛА пропонували Гроссману контракт, у результаті перемовин підписав дворічний контракт з Давос. У чемпіонаті 2008/09 років Робін проводить повноцінний сезон відігравши усі матчі я к в регулярному чемпіонаті так і в плей-оф, разом зі своєю командою виграє національний титул. У жовтні 2013 Гроссманн укладіє контракт з ХК «Цуг» терміном на чотири роки.
У складі ХК «Давос» брав участь у Кубку Шпенглера.

## Кар'єра (збірні)
Свої виступи у складі збірних Швейцарії розпочав ще в юнацькій збірній на чемпіонаті світу 2005 року. Брав участь і в молодіжній збірній Швейцарії на молодіжному чемпіонаті світу 2007 року.
На чемпіонаті світу 2013 року завоював срібну медаль у складі національної збірної.

## Нагороди та досягнення
- 2009 Чемпіон Швейцарії у складі ХК «Давос»
- 2011 Чемпіон Швейцарії у складі ХК «Давос»
- 2013 Срібний призер чемпіонату світу